# Göggenwäldleshalde
Das Gebiet Göggenwäldleshalde ist ein mit Verordnung vom 11. Oktober 2004 durch die Körperschaftsforstdirektion Tübingen ausgewiesener Bannwald (Schutzgebiet-Nummer 100053) bei Rottenburg am Neckar im Landkreis Tübingen in Baden-Württemberg.

## Lage
Das Schutzgebiet befindet sich westlich des Rottenburger Stadtteils Dettingen. Es liegt im Stadtwald Rottenburg im Distrikt I (Abteilung 27) und es umfasst einen Teil des Flurstückes Nr. 8941 auf Gemarkung Rottenburg, Stadt Rottenburg.
Der Bannwald liegt im Landschaftsschutzgebiet Rammert. Er ist Teil des Vogelschutzgebiets Mittlerer Rammert und er ist Teil des FFH-Gebiets Rammert.

## Vegetation
Im Schonwald kommen laut Waldbiotopkartierung die folgenden Pflanzen vor:
Berg-Ahorn, Buschwindröschen, Hänge-Birke, Wald-Zwenke, Blaugrüne Segge, Berg-Segge, Wald-Segge, Rotbuche, Weißliche Hainsimse, Einblütiges Perlgras, Gemeine Fichte, Traubeneiche, Stieleiche, Elsbeere.

## Schutzzweck
Der Schutzzweck des Bannwalds ist gemäß Schutzgebietsverordnung
- die unbeeinflusste Entwicklung der jeweiligen Waldökosysteme mit ihren Tier- und Pflanzenarten zu sichern sowie die wissenschaftliche Beobachtung der Entwicklung zu gewährleisten. Dies beinhaltet den Schutz der Lebensräume und -gemeinschaften, die sich in den Gebieten befinden, sich im Verlauf der eigendynamischen Entwicklung innerhalb der Schutzgebiete ändern oder durch die eigendynamische Entwicklung im Laufe der Zeit entstehen;
- die vermutlich autochthonen Tannen und Fichten in den frischen Klingen zu erhalten.

## Betreuung
Wissenschaftlich betreut wird der Bannwald durch die Forstliche Versuchs- und Forschungsanstalt Baden-Württemberg (BVA).